# データスコープ
株式会社データスコープ（英: DataScope,Inc.）は、東京都中央区に本社を置く日本の画像認識AIベンチャー企業。

## 概要
2018年11月、「画像認識技術やAI技術を駆使し、より良い世界を見据え、それを1つずつ実現していく。」というスローガンを掲げて設立。独自の画像認識、画像追跡、顔認識、形状認識などの技術開発を進める。

2019年11月、画像認識AIを用いた最新技術の研究・開発によって日本とアジアに事業展開を進めるため、台湾の大手企業グループの鴻海集団（FOXCONN）の関連会社を含む4社の合弁により中国深圳市に深圳富天创汇科技有限公司を設立。
データスコープが開発する画像認識技術とディープラーニング技術、鴻海集団が持つハードウェアの設計や製造ノウハウ、Pioneer Technologyが持つカメラ機器の設計・製造と映像を管理するためのクラウド構築技術、NSTKが持つ自動運転技術や交通管理システムなどの技術を結集し、様々な製品を生み出す。

## 研究・開発

### 非接触入退館管理・顔認証・温度検知端末「FaceFC」
- 2020年10月14日〜同月16日、「第3回 医療IT EXPO」にて株式会社東計電算と共同出展を行う。同社の医療向け勤怠管理システム「＋Olude（オルデ）」にデータスコープの「FaceFC」を連携させることにより、勤怠管理と入室の手間を削減[3]。
- 2020年12月4日から同月6日、京都市で開催された「アート京都」において、新型コロナウイルスの感染症対策のため「FaceFC」と「顔認証チケットシステム」を、世界遺産の二条城と京都国立博物館に日本で初めて設置・導入[4]。
- 2021年3月18日から同月21日、東京国際フォーラムで開催された日本最大級のアート見本市「アートフェア東京2021」で合計8台の「FaceFC」を設置[5]。

### ニューノーマル対応サービス「おかえりQR」
- 昭⽂社ホールディングスの子会社である株式会社マップルとの共同開発。QRコード付きのシールで、高齢者・子ども・ペットなどが迷⼦になった際に、発⾒者が携帯電話やスマートフォンで読み取ると、現在の状況や発⾒場所などを即時に家族に伝えることができるサービス[6]。

## 関連会社
- Shenzhen DataScope（データスコープ深圳）